# Плей-офф ВНБА 2020
Матчи плей-офф ВНБА сезона 2020 проходили с 15 сентября по 6 октября 2020 года. В плей-офф турнира вышли восемь лучших команд по итогам регулярного первенства. Полуфинальные и финальные игры в сериях проводились до 3-х побед. Чемпионом, в четвёртый раз в своей истории, стал клуб «Сиэтл Шторм», который со счётом 3:0 обыграл команду «Лас-Вегас Эйсес». «Шторм» четыре раза выходили в финал ВНБА и четырежды становились триумфатором сезона, а «Лас-Вегас» в свою очередь второй раз добрался до решающей стадии плей-офф. Самым ценным игроком финала стала Брианна Стюарт, завоевавшая этот почётный трофей во второй раз.

## Квалифицировались в плей-офф
| № посева | Команда             | Баланс | Получили         | Получили           |
| № посева | Команда             | Баланс | Место в плей-офф | Место в полуфинале |
| -------- | ------------------- | ------ | ---------------- | ------------------ |
| 1        | Лас-Вегас Эйсес     | 18–4   | 29 августа       | 12 сентября        |
| 2        | Сиэтл Шторм         | 18–4   | 29 августа       | 9 сентября         |
| 3        | Лос-Анджелес Спаркс | 15–7   | 30 августа       | —                  |
| 4        | Миннесота Линкс     | 14–8   | 1 сентября       | —                  |
| 5        | Финикс Меркури      | 13–9   | 5 сентября       | —                  |
| 6        | Чикаго Скай         | 12–10  | 1 сентября       | —                  |
| 7        | Коннектикут Сан     | 10–12  | 8 сентября       | —                  |
| 8        | Вашингтон Мистикс   | 9–13   | 13 сентября      | —                  |

## Сетка
|  | Первый раунд Матчи до 1 победы | Первый раунд Матчи до 1 победы | Первый раунд Матчи до 1 победы |  |  | Второй раунд Матчи до 1 победы | Второй раунд Матчи до 1 победы | Второй раунд Матчи до 1 победы |   |   | Полуфиналы Матчи до 3 побед | Полуфиналы Матчи до 3 побед | Полуфиналы Матчи до 3 побед |  |  | Финал Матчи до 3 побед | Финал Матчи до 3 побед | Финал Матчи до 3 побед |
|  |                                |                                |                                |  |  |                                |                                |                                |   |   |                             |                             |                             |  |  |                        |                        |                        |
|  |                                |                                |                                |  |  |                                |                                |                                |   |   |                             |                             |                             |  |  |                        |                        |                        |
|  |                                |                                |                                |  |  |                                |                                |                                |   |   |                             |                             |                             |  |  |                        |                        |                        |
|  |                                |                                |                                |  |  |                                |                                |                                |   |   |                             |                             |                             |  |  |                        |                        |                        |
|  |                                |                                |                                |  |  |                                |                                |                                |   | 2 | Сиэтл Шторм                 | 3                           |                             |  |  |                        |                        |                        |
|  |                                |                                |                                |  |  |                                | 4                              | Миннесота Линкс                | 0 |   |                             |                             |                             |  |  |                        |                        |                        |
|  |                                |                                |                                |  |  | 4                              | Миннесота Линкс                | 80                             |   |   |                             |                             |                             |  |  |                        |                        |                        |
|  | 5                              | Финикс Меркури                 | 85                             |  |  | 5                              | Финикс Меркури                 | 79                             |   |   |                             |                             |                             |  |  |                        |                        |                        |
|  | 8                              | Вашингтон Мистикс              | 84                             |  |  |                                |                                |                                |   |   | 2                           | Сиэтл Шторм                 | 3                           |  |  |                        |                        |                        |
|  | 6                              | Чикаго Скай                    | 81                             |  |  |                                | 1                              | Лас-Вегас Эйсес                | 0 |   |                             |                             |                             |  |  |                        |                        |                        |
|  | 7                              | Коннектикут Сан                | 94                             |  |  | 3                              | Лос-Анджелес Спаркс            | 59                             |   |   |                             |                             |                             |  |  |                        |                        |                        |
|  |                                |                                |                                |  |  | 7                              | Коннектикут Сан                | 73                             |   |   |                             |                             |                             |  |  |                        |                        |                        |
|  |                                |                                |                                |  |  |                                |                                |                                |   | 1 | Лас-Вегас Эйсес             | 3                           |                             |  |  |                        |                        |                        |
|  |                                |                                |                                |  |  |                                | 7                              | Коннектикут Сан                | 2 |   |                             |                             |                             |  |  |                        |                        |                        |
|  |                                |                                |                                |  |  |                                |                                |                                |   |   |                             |                             |                             |  |  |                        |                        |                        |
|  |                                |                                |                                |  |  |                                |                                |                                |   |   |                             |                             |                             |  |  |                        |                        |                        |
|  |                                |                                |                                |  |  |                                |                                |                                |   |   |                             |                             |                             |  |  |                        |                        |                        |

## Результаты

### Первый раунд
| 15 сентября 2020 года 7:00 pm (ET) | Отчёт | Чикаго Скай                              | 81 : 94  | Коннектикут Сан                           | Академия IMG, Брейдентон Зрителей: Без зрителей Судьи: Майкл Прайс Эрик Брютон Тиара Круз Рэнди Ричардсон |
| 15 сентября 2020 года 7:00 pm (ET) | Отчёт | 21:22, 20:19, 11:27, 29:26               |          |                                           | Академия IMG, Брейдентон Зрителей: Без зрителей Судьи: Майкл Прайс Эрик Брютон Тиара Круз Рэнди Ричардсон |
| 15 сентября 2020 года 7:00 pm (ET) | Отчёт | Куигли (19), Коппер (17), Уильямс (16)   | Очки     | А. Томас (28), Боннер (23), Чарльз (13)   | Академия IMG, Брейдентон Зрителей: Без зрителей Судьи: Майкл Прайс Эрик Брютон Тиара Круз Рэнди Ричардсон |
| 15 сентября 2020 года 7:00 pm (ET) | Отчёт | Паркер (8), Уильямс (5), Вандерслут (4)  | Подборы  | А. Томас (13), Боннер (12), Б. Джонс (8)  | Академия IMG, Брейдентон Зрителей: Без зрителей Судьи: Майкл Прайс Эрик Брютон Тиара Круз Рэнди Ричардсон |
| 15 сентября 2020 года 7:00 pm (ET) | Отчёт | Вандерслут (6), Коппер (4), 2 игрока (3) | Передачи | А. Томас (8), Дженьюари (5), 2 игрока (3) | Академия IMG, Брейдентон Зрителей: Без зрителей Судьи: Майкл Прайс Эрик Брютон Тиара Круз Рэнди Ричардсон |

| 15 сентября 2020 года 9:00 pm (ET) | Отчёт | Финикс Меркури                               | 85 : 84  | Вашингтон Мистикс                        | Академия IMG, Брейдентон Зрителей: Без зрителей Судьи: Рой Галбиан Байрон Джарретт Айзек Барнетт Фату Сиссоко-Стивенс |
| 15 сентября 2020 года 9:00 pm (ET) | Отчёт | 16:25, 19:21, 24:24, 26:14                   |          |                                          | Академия IMG, Брейдентон Зрителей: Без зрителей Судьи: Рой Галбиан Байрон Джарретт Айзек Барнетт Фату Сиссоко-Стивенс |
| 15 сентября 2020 года 9:00 pm (ET) | Отчёт | Диггинс (24), Таурази (23), Вон и Педди (12) | Очки     | Митчелл (25), Миссеман (18), Аткинс (13) | Академия IMG, Брейдентон Зрителей: Без зрителей Судьи: Рой Галбиан Байрон Джарретт Айзек Барнетт Фату Сиссоко-Стивенс |
| 15 сентября 2020 года 9:00 pm (ET) | Отчёт | Тёрнер (11), Диггинс (6), 3 игрока (4)       | Подборы  | Хайнс-Аллен (9), Лесли (6), Хокинс (5)   | Академия IMG, Брейдентон Зрителей: Без зрителей Судьи: Рой Галбиан Байрон Джарретт Айзек Барнетт Фату Сиссоко-Стивенс |
| 15 сентября 2020 года 9:00 pm (ET) | Отчёт | Таурази (6), Диггинс и Тёрнер (5)            | Передачи | Митчелл, Аткинс, Лесли и Миссеман (4)    | Академия IMG, Брейдентон Зрителей: Без зрителей Судьи: Рой Галбиан Байрон Джарретт Айзек Барнетт Фату Сиссоко-Стивенс |

### Второй раунд
| 17 сентября 2020 года 7:00 pm (ET) | Отчёт | Миннесота Линкс                          | 80 : 79  | Финикс Меркури                         | Академия IMG, Брейдентон Зрителей: Без зрителей Судьи: Эрик Брютон Тим Грин Шерил Флорес Рэнди Ричардсон |
| 17 сентября 2020 года 7:00 pm (ET) | Отчёт | 23:24, 14:22, 23:14, 20:19               |          |                                        | Академия IMG, Брейдентон Зрителей: Без зрителей Судьи: Эрик Брютон Тим Грин Шерил Флорес Рэнди Ричардсон |
| 17 сентября 2020 года 7:00 pm (ET) | Отчёт | Дантас (22), Дэнджерфилд (17), Симс (14) | Очки     | Таурази (28), Тёрнер (13), Вон (10)    | Академия IMG, Брейдентон Зрителей: Без зрителей Судьи: Эрик Брютон Тим Грин Шерил Флорес Рэнди Ричардсон |
| 17 сентября 2020 года 7:00 pm (ET) | Отчёт | Коллиер (9), Дантас (8), Фаулз (4)       | Подборы  | Тёрнер (14), Вон (8), 2 игрока (4)     | Академия IMG, Брейдентон Зрителей: Без зрителей Судьи: Эрик Брютон Тим Грин Шерил Флорес Рэнди Ричардсон |
| 17 сентября 2020 года 7:00 pm (ET) | Отчёт | Коллиер (6), Симс (4), 2 игрока (2)      | Передачи | Таурази (9), Диггинс (6), 2 игрока (3) | Академия IMG, Брейдентон Зрителей: Без зрителей Судьи: Эрик Брютон Тим Грин Шерил Флорес Рэнди Ричардсон |

| 17 сентября 2020 года 9:00 pm (ET) | Отчёт | Лос-Анджелес Спаркс                     | 59 : 73  | Коннектикут Сан                            | Академия IMG, Брейдентон Зрителей: Без зрителей Судьи: Рой Галбиан Мадж Форсберг Билли Смит Фату Сиссоко-Стивенс |
| 17 сентября 2020 года 9:00 pm (ET) | Отчёт | 8:22, 15:17, 17:20, 19:14               |          |                                            | Академия IMG, Брейдентон Зрителей: Без зрителей Судьи: Рой Галбиан Мадж Форсберг Билли Смит Фату Сиссоко-Стивенс |
| 17 сентября 2020 года 9:00 pm (ET) | Отчёт | Паркер (22), Огастус (10), 2 игрока (8) | Очки     | А. Томас (19), Боннер (17), Дженьюари (11) | Академия IMG, Брейдентон Зрителей: Без зрителей Судьи: Рой Галбиан Мадж Форсберг Билли Смит Фату Сиссоко-Стивенс |
| 17 сентября 2020 года 9:00 pm (ET) | Отчёт | Паркер (14), Анигве (7), Сайкс (5)      | Подборы  | Боннер (13), Б. Джонс (8), А. Томас (7)    | Академия IMG, Брейдентон Зрителей: Без зрителей Судьи: Рой Галбиан Мадж Форсберг Билли Смит Фату Сиссоко-Стивенс |
| 17 сентября 2020 года 9:00 pm (ET) | Отчёт | Паркер (5), Раффин-Пратт (3)            | Передачи | Ж. Томас (6), А. Томас и Боннер (5)        | Академия IMG, Брейдентон Зрителей: Без зрителей Судьи: Рой Галбиан Мадж Форсберг Билли Смит Фату Сиссоко-Стивенс |

### Полуфиналы

#### Лас-Вегас — Коннектикут — 3-2
| 20 сентября 2020 года 1:00 pm (ET) | Отчёт | Лас-Вегас Эйсес                      | 62 : 87  | Коннектикут Сан                            | Академия IMG, Брейдентон Зрителей: Без зрителей Судьи: Мадж Форсберг Тим Грин Билли Смит Рэнди Ричардсон |
| 20 сентября 2020 года 1:00 pm (ET) | Отчёт | 10:14, 15:22, 16:28, 21:23           |          |                                            | Академия IMG, Брейдентон Зрителей: Без зрителей Судьи: Мадж Форсберг Тим Грин Билли Смит Рэнди Ричардсон |
| 20 сентября 2020 года 1:00 pm (ET) | Отчёт | Уилсон (19), Янг (17), 2 игрока (6)  | Очки     | Ж. Томас (31), А. Томас (18), Хайдман (14) | Академия IMG, Брейдентон Зрителей: Без зрителей Судьи: Мадж Форсберг Тим Грин Билли Смит Рэнди Ричардсон |
| 20 сентября 2020 года 1:00 pm (ET) | Отчёт | Уилсон (9), Янг (5), Роджерс (4)     | Подборы  | Боннер (8), Чарльз (7), 2 игрока (6)       | Академия IMG, Брейдентон Зрителей: Без зрителей Судьи: Мадж Форсберг Тим Грин Билли Смит Рэнди Ричардсон |
| 20 сентября 2020 года 1:00 pm (ET) | Отчёт | Маккатри и Роджерс (3), 3 игрока (2) | Передачи | А. Томас (5), Дженьюари и Боннер (4)       | Академия IMG, Брейдентон Зрителей: Без зрителей Судьи: Мадж Форсберг Тим Грин Билли Смит Рэнди Ричардсон |
| 20 сентября 2020 года 1:00 pm (ET) | Отчёт | «Коннектикут» повёл в серии 1:0      |          |                                            | Академия IMG, Брейдентон Зрителей: Без зрителей Судьи: Мадж Форсберг Тим Грин Билли Смит Рэнди Ричардсон |

| 22 сентября 2020 года 7:00 pm (ET) | Отчёт | Лас-Вегас Эйсес                      | 83 : 75  | Коннектикут Сан                            | Академия IMG, Брейдентон Зрителей: Без зрителей Судьи: Рой Галбиан Байрон Джарретт Тиара Круз Фату Сиссоко-Стивенс |
| 22 сентября 2020 года 7:00 pm (ET) | Отчёт | 21:23, 17:16, 21:24, 24:12           |          |                                            | Академия IMG, Брейдентон Зрителей: Без зрителей Судьи: Рой Галбиан Байрон Джарретт Тиара Круз Фату Сиссоко-Стивенс |
| 22 сентября 2020 года 7:00 pm (ET) | Отчёт | Уилсон (29), 3 игрока (11)           | Очки     | Боннер (23), Дженьюари (20), 2 игрока (10) | Академия IMG, Брейдентон Зрителей: Без зрителей Судьи: Рой Галбиан Байрон Джарретт Тиара Круз Фату Сиссоко-Стивенс |
| 22 сентября 2020 года 7:00 pm (ET) | Отчёт | Уилсон (7), Янг (5), 2 игрока (4)    | Подборы  | Момпремьер (9), Боннер (7), Б. Джонс (6)   | Академия IMG, Брейдентон Зрителей: Без зрителей Судьи: Рой Галбиан Байрон Джарретт Тиара Круз Фату Сиссоко-Стивенс |
| 22 сентября 2020 года 7:00 pm (ET) | Отчёт | Янг (5), Робинсон (4), 2 игрока (3)  | Передачи | Ж. Томас (4), Боннер (3), 3 игрока (2)     | Академия IMG, Брейдентон Зрителей: Без зрителей Судьи: Рой Галбиан Байрон Джарретт Тиара Круз Фату Сиссоко-Стивенс |
| 22 сентября 2020 года 7:00 pm (ET) | Отчёт | «Лас-Вегас» сравнял счёт в серии 1:1 |          |                                            | Академия IMG, Брейдентон Зрителей: Без зрителей Судьи: Рой Галбиан Байрон Джарретт Тиара Круз Фату Сиссоко-Стивенс |

| 24 сентября 2020 года 9:30 pm (ET) | Отчёт | Коннектикут Сан                              | 77 : 68  | Лас-Вегас Эйсес                           | Академия IMG, Брейдентон Зрителей: Без зрителей Судьи: Майкл Прайс Эрик Брютон Шерил Флорес Айзек Барнетт |
| 24 сентября 2020 года 9:30 pm (ET) | Отчёт | 19:18, 19:14, 15:24, 24:12                   |          |                                           | Академия IMG, Брейдентон Зрителей: Без зрителей Судьи: Майкл Прайс Эрик Брютон Шерил Флорес Айзек Барнетт |
| 24 сентября 2020 года 9:30 pm (ET) | Отчёт | А. Томас (23), Б. Джонс (15), Боннер (12)    | Очки     | Уилсон (20), Маккатри (14), Робинсон (11) | Академия IMG, Брейдентон Зрителей: Без зрителей Судьи: Майкл Прайс Эрик Брютон Шерил Флорес Айзек Барнетт |
| 24 сентября 2020 года 9:30 pm (ET) | Отчёт | А. Томас (12), Боннер и Б. Джонс (10)        | Подборы  | Уилсон (12), Маккатри (7), Хэмби (6)      | Академия IMG, Брейдентон Зрителей: Без зрителей Судьи: Майкл Прайс Эрик Брютон Шерил Флорес Айзек Барнетт |
| 24 сентября 2020 года 9:30 pm (ET) | Отчёт | Ж. Томас (6), Дженьюари и А. Томас (4)       | Передачи | Янг (7), Хэмби (5), 2 игрока (3)          | Академия IMG, Брейдентон Зрителей: Без зрителей Судьи: Майкл Прайс Эрик Брютон Шерил Флорес Айзек Барнетт |
| 24 сентября 2020 года 9:30 pm (ET) | Отчёт | «Коннектикут» вновь вышел вперёд в серии 2:1 |          |                                           | Академия IMG, Брейдентон Зрителей: Без зрителей Судьи: Майкл Прайс Эрик Брютон Шерил Флорес Айзек Барнетт |

| 27 сентября 2020 года 1:00 pm (ET) | Отчёт | Коннектикут Сан                             | 75 : 84  | Лас-Вегас Эйсес                       | Академия IMG, Брейдентон Зрителей: Без зрителей Судьи: Рой Галбиан Тим Грин Билли Смит Тиара Круз |
| 27 сентября 2020 года 1:00 pm (ET) | Отчёт | 24:22, 14:15, 16:28, 21:19                  |          |                                       | Академия IMG, Брейдентон Зрителей: Без зрителей Судьи: Рой Галбиан Тим Грин Билли Смит Тиара Круз |
| 27 сентября 2020 года 1:00 pm (ET) | Отчёт | Ж. Томас (25), А. Томас (15), 2 игрока (10) | Очки     | Маккатри (29), Уилсон и Робинсон (18) | Академия IMG, Брейдентон Зрителей: Без зрителей Судьи: Рой Галбиан Тим Грин Билли Смит Тиара Круз |
| 27 сентября 2020 года 1:00 pm (ET) | Отчёт | Боннер (15), А. Томас (8), 2 игрока (4)     | Подборы  | Уилсон (13), 3 игрока (5)             | Академия IMG, Брейдентон Зрителей: Без зрителей Судьи: Рой Галбиан Тим Грин Билли Смит Тиара Круз |
| 27 сентября 2020 года 1:00 pm (ET) | Отчёт | Ж. Томас (6), Боннер (4), 2 игрока (3)      | Передачи | Маккатри (6), Уилсон и Робинсон (4)   | Академия IMG, Брейдентон Зрителей: Без зрителей Судьи: Рой Галбиан Тим Грин Билли Смит Тиара Круз |
| 27 сентября 2020 года 1:00 pm (ET) | Отчёт | «Лас-Вегас» вновь сравнял счёт в серии 2:2  |          |                                       | Академия IMG, Брейдентон Зрителей: Без зрителей Судьи: Рой Галбиан Тим Грин Билли Смит Тиара Круз |

| 29 сентября 2020 года 7:30 pm (ET) | Отчёт | Лас-Вегас Эйсес                           | 66 : 63  | Коннектикут Сан                          | Академия IMG, Брейдентон Зрителей: Без зрителей Судьи: Майкл Прайс Мадж Форсберг Байрон Джарретт Айзек Барнетт |
| 29 сентября 2020 года 7:30 pm (ET) | Отчёт | 17:30, 22:15, 14:9, 13:9                  |          |                                          | Академия IMG, Брейдентон Зрителей: Без зрителей Судьи: Майкл Прайс Мадж Форсберг Байрон Джарретт Айзек Барнетт |
| 29 сентября 2020 года 7:30 pm (ET) | Отчёт | Уилсон (23), Маккатри (20), Макбрайд (10) | Очки     | А. Томас (22), Боннер (15), Ж. Томас (9) | Академия IMG, Брейдентон Зрителей: Без зрителей Судьи: Майкл Прайс Мадж Форсберг Байрон Джарретт Айзек Барнетт |
| 29 сентября 2020 года 7:30 pm (ET) | Отчёт | Уилсон (11), Суордс и Робинсон (10)       | Подборы  | Б. Джонс (12), А. Томас (10), Боннер (8) | Академия IMG, Брейдентон Зрителей: Без зрителей Судьи: Майкл Прайс Мадж Форсберг Байрон Джарретт Айзек Барнетт |
| 29 сентября 2020 года 7:30 pm (ET) | Отчёт | Макбрайд и Уилсон (4), 2 игрока (3)       | Передачи | Боннер (6), 3 игрока (3)                 | Академия IMG, Брейдентон Зрителей: Без зрителей Судьи: Майкл Прайс Мадж Форсберг Байрон Джарретт Айзек Барнетт |
| 29 сентября 2020 года 7:30 pm (ET) | Отчёт | «Лас-Вегас» выиграл серию со счётом 3:2   |          |                                          | Академия IMG, Брейдентон Зрителей: Без зрителей Судьи: Майкл Прайс Мадж Форсберг Байрон Джарретт Айзек Барнетт |

#### Сиэтл — Миннесота — 3-0
| 22 сентября 2020 года 9:20 pm (ET) | Отчёт | Сиэтл Шторм                        | 88 : 86  | Миннесота Линкс                        | Академия IMG, Брейдентон Зрителей: Без зрителей Судьи: Эрик Брютон Тим Грин Шерил Флорес Айзек Барнетт |
| 22 сентября 2020 года 9:20 pm (ET) | Отчёт | 22:21, 28:24, 22:18, 16:23         |          |                                        | Академия IMG, Брейдентон Зрителей: Без зрителей Судьи: Эрик Брютон Тим Грин Шерил Флорес Айзек Барнетт |
| 22 сентября 2020 года 9:20 pm (ET) | Отчёт | Лойд (25), Стюарт (21), Кларк (12) | Очки     | Коллиер (25), Симс (19), Карлтон (14)  | Академия IMG, Брейдентон Зрителей: Без зрителей Судьи: Эрик Брютон Тим Грин Шерил Флорес Айзек Барнетт |
| 22 сентября 2020 года 9:20 pm (ET) | Отчёт | Стюарт (10), Кларк и Лойд (6)      | Подборы  | Коллиер (9), Дантас (8), 2 игрока (3)  | Академия IMG, Брейдентон Зрителей: Без зрителей Судьи: Эрик Брютон Тим Грин Шерил Флорес Айзек Барнетт |
| 22 сентября 2020 года 9:20 pm (ET) | Отчёт | Бёрд (8), Лойд (4), 3 игрока (3)   | Передачи | Дэнджерфилд (6), Симс (5), Карлтон (4) | Академия IMG, Брейдентон Зрителей: Без зрителей Судьи: Эрик Брютон Тим Грин Шерил Флорес Айзек Барнетт |
| 22 сентября 2020 года 9:20 pm (ET) | Отчёт | «Сиэтл» повёл в серии 1:0          |          |                                        | Академия IMG, Брейдентон Зрителей: Без зрителей Судьи: Эрик Брютон Тим Грин Шерил Флорес Айзек Барнетт |

| 24 сентября 2020 года 7:30 pm (ET) | Отчёт | Сиэтл Шторм                                    | 89 : 79  | Миннесота Линкс                      | Академия IMG, Брейдентон Зрителей: Без зрителей Судьи: Рой Галбиан Тим Грин Тиара Круз Рэнди Ричардсон |
| 24 сентября 2020 года 7:30 pm (ET) | Отчёт | 26:23, 20:10, 22:29, 21:17                     |          |                                      | Академия IMG, Брейдентон Зрителей: Без зрителей Судьи: Рой Галбиан Тим Грин Тиара Круз Рэнди Ричардсон |
| 24 сентября 2020 года 7:30 pm (ET) | Отчёт | Лойд (20), Стюарт (17), Кларк (13)             | Очки     | Дантас (23), Симс (18), Коллиер (12) | Академия IMG, Брейдентон Зрителей: Без зрителей Судьи: Рой Галбиан Тим Грин Тиара Круз Рэнди Ричардсон |
| 24 сентября 2020 года 7:30 pm (ET) | Отчёт | Стюарт (8), Ховард и Лойд (6)                  | Подборы  | Дантас и Карлтон (7), Симс (5)       | Академия IMG, Брейдентон Зрителей: Без зрителей Судьи: Рой Галбиан Тим Грин Тиара Круз Рэнди Ричардсон |
| 24 сентября 2020 года 7:30 pm (ET) | Отчёт | Стюарт (7), Бёрд (5), Лойд (4)                 | Передачи | Дэнджерфилд (7), Симс и Дантас (4)   | Академия IMG, Брейдентон Зрителей: Без зрителей Судьи: Рой Галбиан Тим Грин Тиара Круз Рэнди Ричардсон |
| 24 сентября 2020 года 7:30 pm (ET) | Отчёт | «Сиэтл» увеличил своё преимущество в серии 2:0 |          |                                      | Академия IMG, Брейдентон Зрителей: Без зрителей Судьи: Рой Галбиан Тим Грин Тиара Круз Рэнди Ричардсон |

| 27 сентября 2020 года 3:00 pm (ET) | Отчёт | Миннесота Линкс                           | 71 : 92  | Сиэтл Шторм                          | Академия IMG, Брейдентон Зрителей: Без зрителей Судьи: Майкл Прайс Мадж Форсберг Байрон Джарретт Айзек Барнетт |
| 27 сентября 2020 года 3:00 pm (ET) | Отчёт | 12:24, 19:22, 20:18, 20:28                |          |                                      | Академия IMG, Брейдентон Зрителей: Без зрителей Судьи: Майкл Прайс Мадж Форсберг Байрон Джарретт Айзек Барнетт |
| 27 сентября 2020 года 3:00 pm (ET) | Отчёт | Коллиер (22), Дантас и Дэнджерфилд (16)   | Очки     | Стюарт (31), Бёрд (16), Расселл (10) | Академия IMG, Брейдентон Зрителей: Без зрителей Судьи: Майкл Прайс Мадж Форсберг Байрон Джарретт Айзек Барнетт |
| 27 сентября 2020 года 3:00 pm (ET) | Отчёт | Коллиер (15), Дантас (7), Дэнджерфилд (5) | Подборы  | Кларк (9), Стюарт и Расселл (6)      | Академия IMG, Брейдентон Зрителей: Без зрителей Судьи: Майкл Прайс Мадж Форсберг Байрон Джарретт Айзек Барнетт |
| 27 сентября 2020 года 3:00 pm (ET) | Отчёт | Симс и Дантас (4), Карлтон (3)            | Передачи | Бёрд (9), Стюарт (7), Принс (4)      | Академия IMG, Брейдентон Зрителей: Без зрителей Судьи: Майкл Прайс Мадж Форсберг Байрон Джарретт Айзек Барнетт |
| 27 сентября 2020 года 3:00 pm (ET) | Отчёт | «Сиэтл» выиграл серию со счётом 3:0       |          |                                      | Академия IMG, Брейдентон Зрителей: Без зрителей Судьи: Майкл Прайс Мадж Форсберг Байрон Джарретт Айзек Барнетт |

### Финал

#### Сиэтл — Лас-Вегас — 3-0
| 2 октября 2020 года 7:00 pm (ET) | Отчёт | Лас-Вегас Эйсес                           | 80 : 93  | Сиэтл Шторм                        | Академия IMG, Брейдентон Зрителей: Без зрителей Судьи: Эрик Брютон Билли Смит Шерил Флорес Айзек Барнетт |
| 2 октября 2020 года 7:00 pm (ET) | Отчёт | 21:23, 19:34, 27:12, 13:24                |          |                                    | Академия IMG, Брейдентон Зрителей: Без зрителей Судьи: Эрик Брютон Билли Смит Шерил Флорес Айзек Барнетт |
| 2 октября 2020 года 7:00 pm (ET) | Отчёт | Уилсон (20), Маккатри (19), Макбрайд (13) | Очки     | Стюарт (37), Лойд (28), Принс (11) | Академия IMG, Брейдентон Зрителей: Без зрителей Судьи: Эрик Брютон Билли Смит Шерил Флорес Айзек Барнетт |
| 2 октября 2020 года 7:00 pm (ET) | Отчёт | Суордс (12), Маккатри (9), Уилсон (6)     | Подборы  | Стюарт (15), Кларк (7), Бёрд (5)   | Академия IMG, Брейдентон Зрителей: Без зрителей Судьи: Эрик Брютон Билли Смит Шерил Флорес Айзек Барнетт |
| 2 октября 2020 года 7:00 pm (ET) | Отчёт | Макбрайд и Янг (4), Робинсон (3)          | Передачи | Бёрд (16), Лойд (4), 3 игрока (2)  | Академия IMG, Брейдентон Зрителей: Без зрителей Судьи: Эрик Брютон Билли Смит Шерил Флорес Айзек Барнетт |
| 2 октября 2020 года 7:00 pm (ET) | Отчёт | «Сиэтл» повёл в серии 1:0                 |          |                                    | Академия IMG, Брейдентон Зрителей: Без зрителей Судьи: Эрик Брютон Билли Смит Шерил Флорес Айзек Барнетт |

| 4 октября 2020 года 3:00 pm (ET) | Отчёт | Лас-Вегас Эйсес                                | 91 : 104 | Сиэтл Шторм                         | Академия IMG, Брейдентон Зрителей: Без зрителей Судьи: Мадж Форсберг Байрон Джарретт Тиара Круз Айзек Барнетт |
| 4 октября 2020 года 3:00 pm (ET) | Отчёт | 24:31, 18:17, 26:27, 23:29                     |          |                                     | Академия IMG, Брейдентон Зрителей: Без зрителей Судьи: Мадж Форсберг Байрон Джарретт Тиара Круз Айзек Барнетт |
| 4 октября 2020 года 3:00 pm (ET) | Отчёт | Уилсон (20), Маккатри и Кэннон (17)            | Очки     | Стюарт (22), Кларк и Ховард (21)    | Академия IMG, Брейдентон Зрителей: Без зрителей Судьи: Мадж Форсберг Байрон Джарретт Тиара Круз Айзек Барнетт |
| 4 октября 2020 года 3:00 pm (ET) | Отчёт | Маккатри (8), Уилсон (7), Робинсон (6)         | Подборы  | Ховард (8), Кларк (5), 2 игрока (4) | Академия IMG, Брейдентон Зрителей: Без зрителей Судьи: Мадж Форсберг Байрон Джарретт Тиара Круз Айзек Барнетт |
| 4 октября 2020 года 3:00 pm (ET) | Отчёт | Робинсон (10), Макбрайд (5), Маккатри (3)      | Передачи | Бёрд (10), Кларк (6), Стюарт (5)    | Академия IMG, Брейдентон Зрителей: Без зрителей Судьи: Мадж Форсберг Байрон Джарретт Тиара Круз Айзек Барнетт |
| 4 октября 2020 года 3:00 pm (ET) | Отчёт | «Сиэтл» увеличил своё преимущество в серии 2:0 |          |                                     | Академия IMG, Брейдентон Зрителей: Без зрителей Судьи: Мадж Форсберг Байрон Джарретт Тиара Круз Айзек Барнетт |

| 6 октября 2020 года 7:00 pm (ET) | Отчёт | Сиэтл Шторм                         | 92 : 59  | Лас-Вегас Эйсес                        | Академия IMG, Брейдентон Зрителей: Без зрителей Судьи: Майкл Прайс Эрик Брютон Шерил Флорес Айзек Барнетт |
| 6 октября 2020 года 7:00 pm (ET) | Отчёт | 23:21, 20:13, 32:14, 17:11          |          |                                        | Академия IMG, Брейдентон Зрителей: Без зрителей Судьи: Майкл Прайс Эрик Брютон Шерил Флорес Айзек Барнетт |
| 6 октября 2020 года 7:00 pm (ET) | Отчёт | Стюарт (26), Лойд (19), Кэнада (15) | Очки     | Уилсон (18), Янг (11), Макбрайд (9)    | Академия IMG, Брейдентон Зрителей: Без зрителей Судьи: Майкл Прайс Эрик Брютон Шерил Флорес Айзек Барнетт |
| 6 октября 2020 года 7:00 pm (ET) | Отчёт | Лойд (9), Кларк и Ховард (7)        | Подборы  | Суордс (10), Уилсон и Макбрайд (6)     | Академия IMG, Брейдентон Зрителей: Без зрителей Судьи: Майкл Прайс Эрик Брютон Шерил Флорес Айзек Барнетт |
| 6 октября 2020 года 7:00 pm (ET) | Отчёт | Бёрд (7), Кларк (5), Лойд (4)       | Передачи | Уилсон (4), Робинсон (3), 2 игрока (2) | Академия IMG, Брейдентон Зрителей: Без зрителей Судьи: Майкл Прайс Эрик Брютон Шерил Флорес Айзек Барнетт |
| 6 октября 2020 года 7:00 pm (ET) | Отчёт | «Сиэтл» выиграл серию со счётом 3:0 |          |                                        | Академия IMG, Брейдентон Зрителей: Без зрителей Судьи: Майкл Прайс Эрик Брютон Шерил Флорес Айзек Барнетт |